# Franca Overtoom
Franca Overtoom (* 26. Dezember 1991) ist eine niederländische Fußballschiedsrichterassistentin.
Im Alter von zehn Jahren begann Overtoom als Schiedsrichterin. Heute ist sie Schiedsrichterassistentin in der Eredivisie der Frauen. Seit April 2018 wird sie auch in der Eerste Divisie eingesetzt, zuvor bereits in der Tweede Divisie. Im November 2021 leitete Overtoom als erste weibliche Schiedsrichterassistentin überhaupt erstmals ein Spiel in der Eredivisie.
Seit 2017 steht sie auf der Liste der FIFA-Schiedsrichter und ist bei internationalen Fußballspielen im Einsatz.
Overtoom war Schiedsrichterassistentin bei der Fußball-Europameisterschaft 2022 in England und leitete im Schiedsrichtergespann von Tess Olofsson und Esther Staubli jeweils ein Gruppenspiel.
Im Januar 2023 wurde Overtoom für die Weltmeisterschaft 2023 in Australien und Neuseeland nominiert. Bei dieser leitete sie zusammen mit Cheryl Foster und Michelle O’Neill insgesamt vier Spiele, darunter zwei Gruppenspiele, ein Achtelfinale sowie das Spiel um Platz 3 zwischen Schweden und Australien (2:0).
Sie ist die Schwester der Schiedsrichterin Marisca Overtoom und des Fußballspielers Willie Overtoom. 2020 gewann sie mit ihrer Schwester und weiteren Familienangehörigen The Voice Family 2020 in den Niederlanden.